# Oli de llavors de cotó

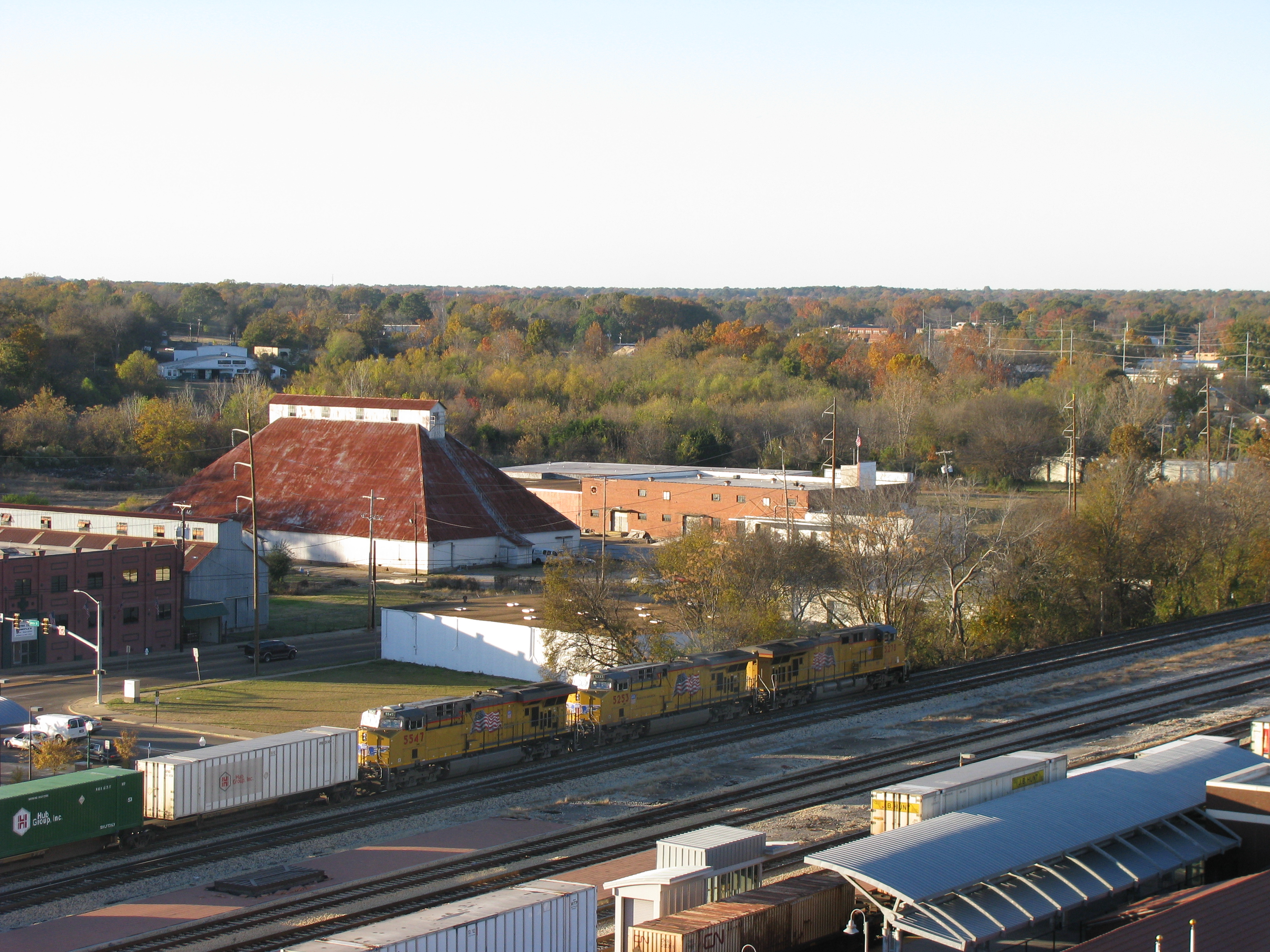
Seu de la Mississippi Cottonseed Oil Co. a house, Jackson (Mississipi), EUA

L'oli de llavors de cotó o abreujadament oli de cotó és un oli de cuina extret de les llavors del cotoner de diverses espècies, principalment de Gossypium hirsutum i Gossypium herbaceum. El cotó aprofitat per fer-ne oli és una de les aplicacions més esteses de plantes modificades genèticament a tot el món, les altres plantes de conreu modificades genèticament més importants són la soia, el moresc, la colza la majoria productes de Monsanto Company.
Les llavors de cotó tenen una estructura similar a altres llavors oleaginoses com les de gira-sol amb l'oli de la llavor envoltat per una capa dura exterior. L'oli s'extreu de la part ineterior de la llavor. Els usos d'aquest oli á la cuina són diversos i és estable. Després de l'extracció l'oli de les llavors del cotó han de patir un reefinament intens per separar-ne el gossipol que tindria efectes indesitjables.

## Composició química
El seu perfil d'àcids grassos consisteix en un 70% d'insaturats incloent un 18% de monoinsaturats (oleic), 52% de poliinsaturats (linoleic) i 26% de saturats (principalment àcid palmític i esteàric).
Aquests àcids grassos fan que l'oli sigui estable en fregir.
El gossipol és un compost fenòlic biològicament actiu que també el produeixen altres plantes conreades de la família malvàcia com l'ocra. Sembla que la seva funció adaptativa en la planta és augmentar la resistència a l'atac dels insectes també és un contraceptiu en humans (homes i dones) i és útil en problemes ginecològics per virus.

## Efectes sobre la salut
L'oli de llavors de cotó és considerat per molts nutricionistes com massa alt en greix saturat i massa baix en greix monoinsaturat. Els detractors també consideren que aquest oli té massa tòxines naturals i residus de plaguicides. L'oli de llavors de cotó és molt més econòmic que l'oli d'oliva i el de colza i per això el seu ús s'ha incrementat en molts productes processats com cereals d'esmorzar i aperitius. Té l'avantatge de resistir l'enranciament i, per tant, fer que el producte on figura com ingredient tingui una vida més llarga. En rates de laboratori una dieta amb oli de llavors de cotó provoca infertilitat.

## Propietats físiques
Una vegada processat l'oli de llavors de cotó té un gust suau i és d'aspecte clar amb un lleuger to daurat depenent del grau de refinació. EL punt on comença afumejar és relativament alt (450 °C) És alt en tocoferols cosa que el fa més durador que altres olis.